# Athanásios Skaltsogiánnis
Athanásios Skaltsogiánnis (grec moderne : Αθανάσιος Σκαλτσογιάννης, né en 1878, date de décès inconnue) est un athlète grec. Il a participé aux Jeux olympiques d'été de 1896 à Athènes. Il serait né à Aitolikon en 1878.
Il termine second au saut en longueur et au 110 mètres haies lors des Jeux panhelléniques de 1896, ce qui lui permet d'être sélectionné dans l'équipe grecque pour les Jeux olympiques.
Il participe le 7 avril aux qualifications du 110 mètres haies. Son temps et sa place dans la série ne sont pas connus, mais on sait qu'il a terminé troisième ou quatrième et ne s'est donc pas qualifié pour la finale. 
Il participe le même jour à l'épreuve du saut en longueur. Son classement exact et son résultat ne sont pas connus avec certitude mais il ne termine pas dans les quatre premiers de l'épreuve.
Il s'est battu pour la liberté de l'Épire. Plus tard, devenu gardien de prison dans la Médressé d'Athènes, il est assassiné par un prisonnier lors d'une tentative d'évasion.

## Palmarès

### Jeux olympiques d'été
- Jeux olympiques d'été de 1896 à Athènes
  - Éliminé en série du 110 mètres haies.
  - Quatrième-neuvième du saut en longueur.